# Snagboat

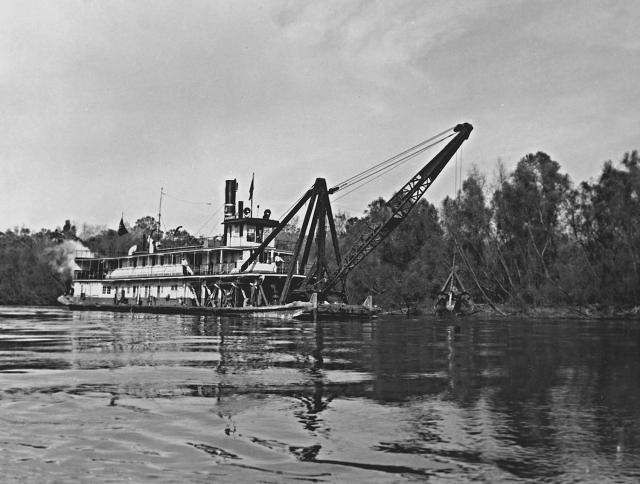
Le snag-boat Montgomery

Un snag-boat est un type de bateau de service opérant sur les fleuves, en Amérique septentrionale, et destiné à dégager des obstacles submergés, tels des troncs d'arbres (chicot, snag, en anglais). Son allure générale est celle d'une barge à faible tirant d'eau, avec des superstructures destinées au logement de l'équipage. Il est principalement équipé d'engins de levage (grues). La propulsion est assurée par une roue à aubes arrière.
Bien que ce type de navires ait surtout été utilisé au XIXe siècle et au début du XXe, il en subsiste encore quelques exemplaires tels les Montgomery et W.T. Preston, devenus navires musées.
Pendant la guerre de Sécession, ils furent utilisés dans leur fonction première mais aussi convertis en navires de combat, à l'instar du USS Benton, canonnière cuirassée qui opéra sur le Mississippi et issue de la conversion d'un snag-boat civil.